# ابارما کالجاسیس
ابارِما کالِجاسیس (به انگلیسی: Abarema callejasii) یک گونه گیاهی از خانواده باقلاییان است. این گیاه بومی در دامنه شرقی مرکز کوردیلرا (Cordillera Central) در بخش انتیوکیا، کلمبیا است. درخت کوچکی است که در جنگل های بارانی کوهستانی یافت می‌شود.